# Paüls
Paüls – gmina w Hiszpanii, w prowincji Tarragona, w Katalonii, o powierzchni 43,72 km². W 2011 roku gmina liczyła 602 mieszkańców.